# 100416 Syang
Syang (asteróide 100416) é um asteróide da cintura principal, a 1,6903961 UA. Possui uma excentricidade de 0,1196413 e um período orbital de 971,79 dias (2,66 anos).
Syang tem uma velocidade orbital média de 21,49454894 km/s e uma inclinação de 17,31524º.
Este asteróide foi descoberto em 2 de Fevereiro de 1996 por David Balam.